# Tony Wong

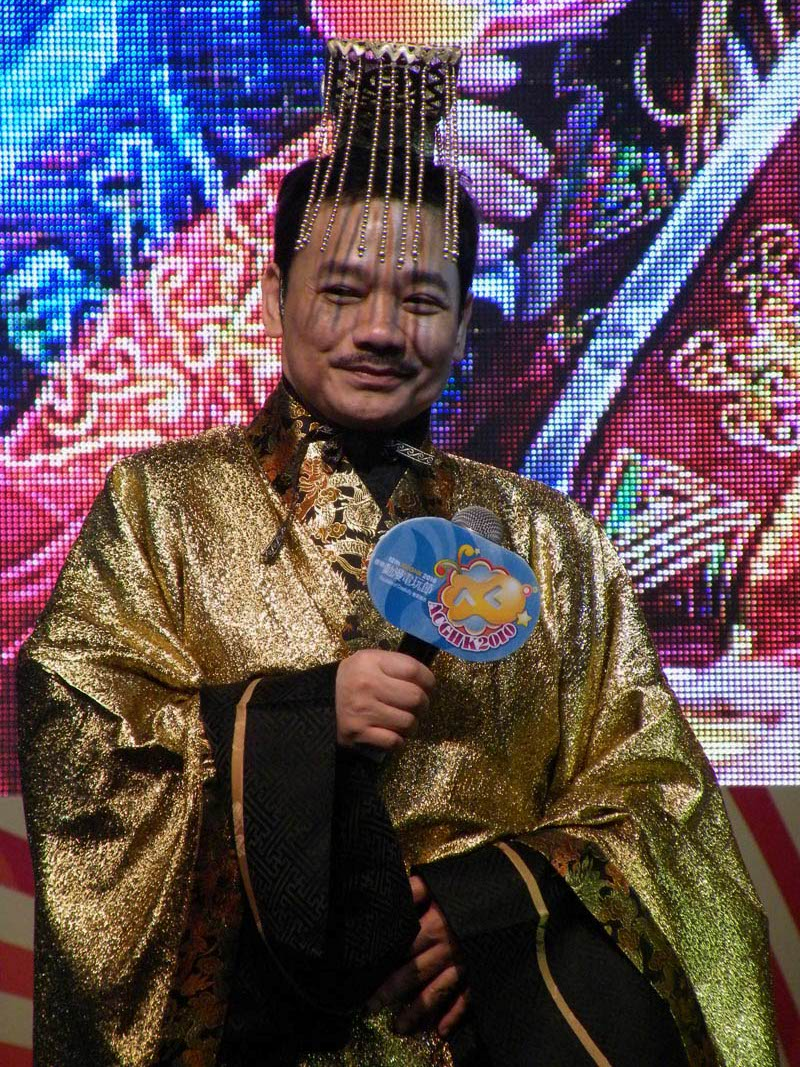
Tony Wong lors de la Animation-Comic-Game Hong Kong en 2010

Wong Jan lung, plus connu sous les pseudonymes de Wong yuk long ou Tony Wong, né en 1950 à Hong Kong, est un auteur de manhua Hong Kongais, éditeur et acteur, qui a écrit et réalisé Little Rascals (plus tard renommé Oriental Heroes) et Weapons of the gods. 
Il a aussi dessiné des adaptations des nouvelles de Louis Cha, comme The return of the condor heroes (renommé Legendary couples), Demi gods and semi devils et Ode to gallantry. Pour sa contribution et son influence sur une génération d’artistes dans l’industrie locale, il est considéré comme le « Godfather of Hong Kong comics » ou encore « Hong Kong’s King of comics »[réf. nécessaire].

## Carrière
Tony Wong est né en 1950 à Hong Kong. Il a six ans quand il découvre les manhua dans la presse. Son grand frère le pousse à envoyer ses dessins aux éditeurs, et il est publié pour la première fois à l’âge de 13 ans. Ses influences sont alors dans le comics HK : The raid de Michael Hui et Black bat de Ho Yat Guan et parmi les manga :  007 de Saito Takao et Wild Seven de Mikiya Mochizuki. Ses premiers travaux sont publiés dans le magazine Epoch Comic Weekly.
En 1971, il crée sa propre entreprise Yuk-long Picture book company, avec laquelle il publie Little vagabond, The son of ultraman, Solar lord et ce qui sera son plus gros succès à partir de 1972 : Siu Lau Man (Little Rascals) renommé plus tard Lung Fu Man (Oriental Heroes). La série raconte les aventures violentes de jeunes héros justiciers pratiquant les arts martiaux. Les records de vente et la violence inquiètent le gouvernement qui vote en 1975 une loi pour interdire la violence explicite des comics HK. Les journaux n’étant pas concernés par cette loi, Tony Wong en publie deux : Sang Po et Golden Bo Daily, pour continuer à vendre ses histoires.
Dans les années 1980, Tony Wong fonde Jademan Comics qui se développe au point d’avoir le quasi-monopole sur le marché du comics HK. En 1986, l’entreprise est même cotée en bourse, mais s’effondre lors du krach boursier d’octobre 1987. En 1991, Tony Wong est condamné et emprisonné pour usage de faux. À sa libération, il fonde Jade Dinasty, une nouvelle maison d’édition.
En 1999, il crée une nouvelle série qui remporte un succès surpassant celui de Oriental heroes: Shen Bing Xuan Qi (Weapons of the Gods) : une histoire martiale fantastique sur fond de mythologie chinoise et de batailles épiques. La série engendre de nombreux jouets et produits dérivés dont une série animée Shen Bings Kids (coproduite avec CCTV) destinée à un très jeune public et un jeu de rôle sur table.

## Cinéma
Lung fu man a été adapté en film sous le titre Dragon Tiger Gate par Wilson Yip en 2006. Tony Wong y fait une apparition.

## Batman Hong Kong
Au début des années 2000, DC comics souhaite conquérir une nouvelle part de marché en Asie, et confie le personnage de Batman à deux auteurs locaux. La première BD à sortir est Batman : l’enfant des rêves de Kia Asamiya. La seconde est Batman : Hong Kong, scénarisée par Doug Moench et dessinée par Tony Wong.

## Crise du manhua
Selon l’expert en culture populaire de Hong Kong: Yiu Wai-hung, l’industrie du manhua a sérieusement décliné depuis les années 1990. Selon lui : « La répression du gouvernement sur les bandes dessinées pornographiques dans les années 1990 a donné à l’industrie une mauvaise image aux yeux du public ».
Selon Tony Wong, lors de l’âge d’or des comics HK, il faisait un bénéfice de 300 millions de $HK par an, tandis qu'aujourd’hui il réussit peine à faire 100 Millions de $HK. Tony Wong pense que l'industrie pourrait être revitalisé si les dessinateurs s’attaquaient à de nouveaux sujets, tels que la romance et les histoires de fantômes, et développaient le marchandising, en prenant pour modèle les industries du manga et du comics américain.

## Anecdotes
Selon Tony Wong, il parvient à maintenir son rythme de dessin (les manhua sont généralement publiés au rythme d’un chapitre de 30 pages couleur par semaine) grâce aux deadline. Il n’écoute pas de musique lorsqu’il dessine, mais écoute de la musique classique et moderne pendant l’encrage. Il n’utilise l’ordinateur que à partir de la phase de colorisation et pour rajouter les effets spéciaux. Il utilise aussi l’ordinateur pour ses ressources photographiques et de concept art.
Face aux versions pirates de ses comics, voici sa réponse : « Évidemment c'est illégal, mais c'est également très flatteur pour moi. C'est comme si j'étais une paire de Nike originale et les autres BD, des contrefaçons de mauvaise qualité. (…) J'ai juste averti les sociétés qui distribuaient ces BD pirates, je ne les ai pas encore attaqué, mais depuis cet avertissement, ils ont stoppé la publication de ces œuvres ».